# طوطی فیروزه‌ای
طوطی فیروزه‌ای (نام علمی: Neophema pulchella) نام یک گونه از سرده طوطی‌های علف است که بومی مناطق استرالیا شرقی از جنوب کوینزلند، با عبور از نیوساوث‌ولز و تا شمالشرق ویکتوریا می‌باشد. این گونه برای اولین بار توسط جورج شاو در سال ۱۷۹۲ توصیف شده است. اندازه این گونه در حدود ۲۰ سانتیمتر طول و وزن آن ۴۰ گرم بوده و رفتار دودیسی جنسی از خود بروز می‌دهد. رنگ جنس مذکر به طور غالب سبز است با مناطق تحتانی زرد رنگ و سر قیروزه‌ای روشن. بالهای آن با رنگ آبی غالب است. جنس مذکر معمولاً رنگ پریده تر می باشد با رنگ سینه سبز رنگ پریده، شکم زرد و رنگ قرمز در وصله پر آن مشاهده نمی‌شود.